# 周大新
周大新（1952年—），笔名普度，男，汉族，河南邓州人，中华人民共和国作家。中国共产党党员、中国作家协会会员。毕业于中国人民解放军西安政治学院、鲁迅文学院。周大新是军人出身，现任职于中国人民解放军总后勤部，少将军衔。

## 生平
1952年，周大新出生在河南省邓州市的一个农民家庭。
1970年，周大新高中毕业之后加入中国人民解放军。
1979年，周大新开始发表作品，处女作《前方来信》。
1985年，周大新从中国人民解放军西安政治学院毕业，之后进入鲁迅文学院学习。
1988年，周大新加入中国作家协会。
1999年，周大新成为河南文学院院士。

## 作品

### 长篇小说
- 《走出盆地》1990百花文艺出版社
- 《第二十幕》1998人民文学出版社
- 《21大厦》2001安徽文艺出版社
- 《战争传说》2003长江文艺出版社
- 《湖光山色》2008作家出版社[1]
  - 《湖光山色》绘画评点本，2009工人出版社
- 《预警》2009北京十月文艺出版社[3]
- 《安魂》2012作家出版社[5]
- 《曲终人在》2015人民文学出版社
- 《天黑路漫漫》2018人民文学出版社
- 《洛城落花》2020人民文学出版社

### 中篇小说
- 《银饰》1994中国文学出版社
- 《向上的台阶》1998河南文艺出版社[2]
- 《旧世纪的疯癫》2002 新世界出版社

### 短篇小说
- 《汉家女》1988长江文艺出版社
- 《香魂女》1993中国文学出版社
- 《金色的麦田》2015人民文学出版社

### 散文集
- 《长在中原十八年》2012中国文史出版社
- 《你能拒绝诱惑》2013解放军文艺出版社
- 《摸进人性之洞》2013安徽文艺出版社
- 《回望来路》2017大象出版社

### 剧本
- 《香魂女》

### 文集
《周大新文集》共二十卷，其中包括长篇小说十卷（共八部），中篇小说四卷，短篇小说两卷，散文集三卷以及电影剧本一卷。

## 奖项
- 1999年，《香魂女》荣获柏林国际电影节金熊奖。
- 2002年，冯牧文学奖、冰心摄影文学奖。
- 2008年，《湖光山色》荣获第七届茅盾文学奖。[1][2][3]